# Beaver Creek

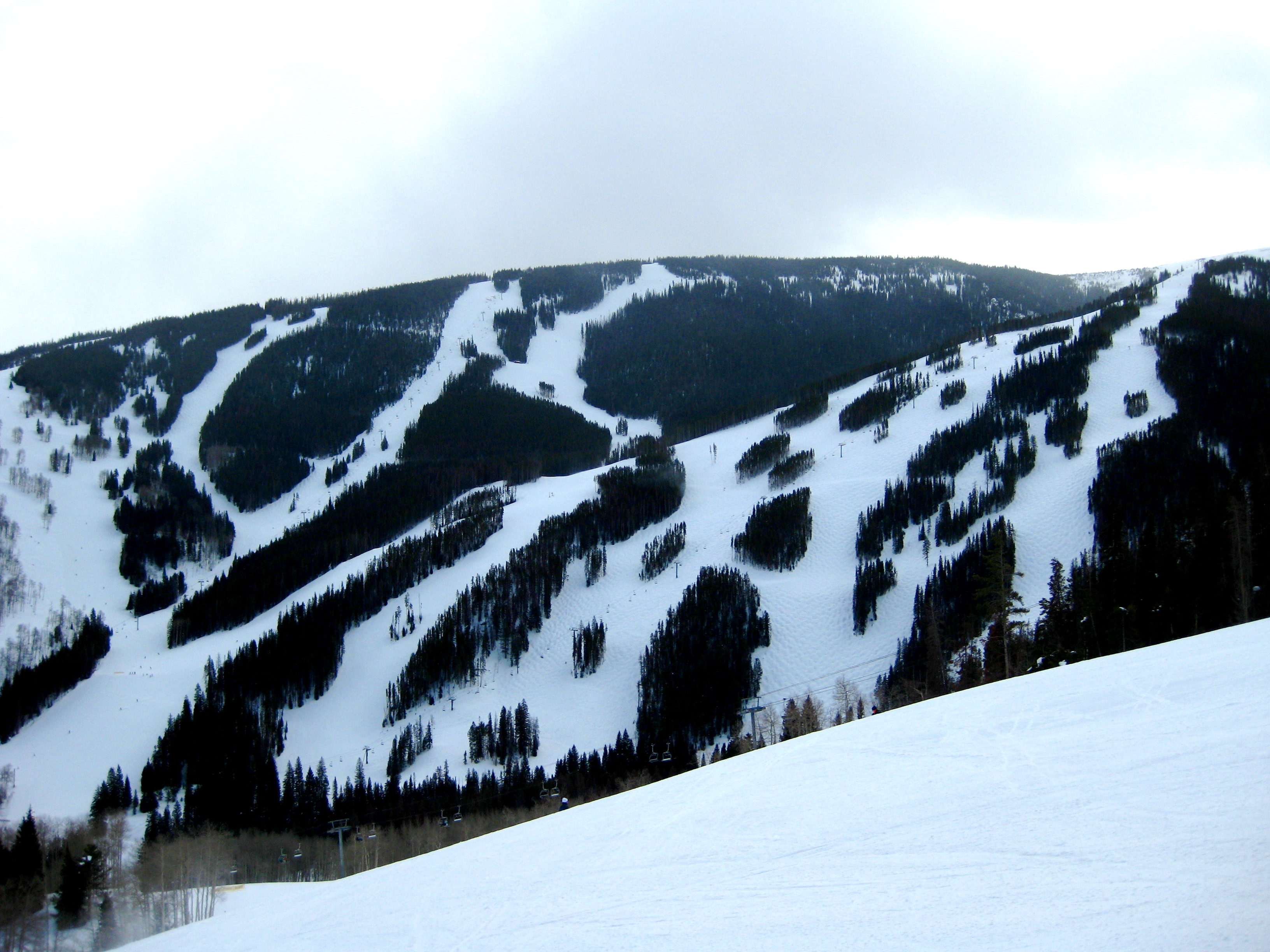
Le piste di Beaver Creek

Beaver Creek è una stazione sciistica del Colorado. Sorge presso la città di Avon, sviluppandosi a un'altitudine compresa tra i 2 256 e i 3 847 metri sul livello del mare e costituendo un unico comprensorio sciistico con Vail; consta di 146 piste, che coprono una superficie di 6,5 km², e di sedici impianti di risalita. Ospita regolarmente gare della Coppa del mondo di sci alpino e nel 1999, insieme a Vail, vi si sono tenuti i Campionati mondiali di sci alpino, ripetuti poi nel 2015.